# Luis Alberto Padilla
Luis Alberto Padilla (24 de febrero de 1985, Guadalajara, Jalisco. México) es un futbolista mexicano. Juega de Defensa y su club de retiro es el Alebrijes de Oaxaca. 
Viene de una familia de futbolistas, pues su papá Luis Alberto Padilla Velasco y  su tío Esteve Padilla Velasco también tuvieron amplias trayectorias en el fútbol profesional.

## Trayectoria
Debutó con el Club Necaxa en el Apertura 2006 bajo el mando de Hugo Sanchez.

### Clubes
| Club          | País          | Año           | Partidos | Goles | Media |
| ------------- | ------------- | ------------- | -------- | ----- | ----- |
| Necaxa        | México        | 2006 - 2007   | 9        | 0     | 0     |
| Dorados       | México        | 2007 - 2009   | 70       | 4     | 0.06  |
| Necaxa        | México        | 2009 - 2016   | 191      | 7     | 0.04  |
| Celaya        | México        | 2016 - 2018   | 66       | 3     | 0.05  |
| Alebrijes     | México        | 2018 - 2019   | 23       | 0     | 0     |
| Total carrera | Total carrera | Total carrera | 359      | 14    | 0.04  |

## Estadísticas

### Clubes
La siguiente tabla detalla los encuentros disputados y los goles marcados en los clubes en los que ha militado.
| Club Necaxa · México |               |               |     |    |    |   |   |    |     |    |
| 1ª |               |               |     |    |    |   |   |    |     |    |
| 2005-06 | 0             | 0             | 0   | 0  | 3  | 0 | 3 | 0  |     |    |
| 2006-07 | 6             | 0             | 0   | 0  | 0  | 0 | 6 | 0  |     |    |
| 2ª | 2009-10       | 40            | 0   | -  | -  | - | - | 40 | 0   |    |
| 1ª | 2010-11       | 17            | 0   | -  | -  | - | - | 17 | 0   |    |
| 2ª | 2011-12       | 1             | 0   | -  | -  | - | - | 1  | 0   |    |
| 2ª | 2012-13       | 25            | 1   | 5  | 0  | - | - | 30 | 1   |    |
| 2ª | 2013-14       | 38            | 1   | 1  | 0  | - | - | 39 | 1   |    |
| 2ª | 2014-15       | 31            | 3   | 4  | 0  | - | - | 35 | 3   |    |
| 2ª | 2015-16       | 24            | 2   | 5  | 0  | - | - | 29 | 2   |    |
| Total club | Total club    | Total club    | 182 | 7  | 15 | 0 | 3 | 0  | 200 | 7  |
| Dorados de Sinaloa · México                                                                                                |               |               |     |    |    |   |   |    |     |    |
| 2ª | 2007-08       | 39            | 3   | -  | -  | - | - | 39 | 3   |    |
| 2ª | 2008-09       | 31            | 1   | -  | -  | - | - | 31 | 1   |    |
| Total club | Total club    | 70            | 4   | -  | -  | - | - | 70 | 4   |    |
| Club Celaya · México |               |               |     |    |    |   |   |    |     |    |
| 2ª | 2016-17       | 26            | 1   | 3  | 0  | - | - | 29 | 1   |    |
| 2ª | 2017-18       | 33            | 2   | 4  | 0  | - | - | 37 | 2   |    |
| Total club | Total club    | 59            | 3   | 7  | 0  | - | - | 66 | 3   |    |
| Alebrijes de Oaxaca · México                                                                                               |               |               |     |    |    |   |   |    |     |    |
| 2ª | 2018-19       | 18            | 0   | 5  | 0  | - | - | 23 | 0   |    |
| Total club | Total club    | 18            | 0   | 5  | 0  | - | - | 23 | 0   |    |
| Total carrera | Total carrera | Total carrera | 329 | 14 | 27 | 0 | 3 | 0  | 359 | 14 |
| (1)Incluye datos de la Copa MX e Interliga (2007). (2)Incluye datos de la Viareggio Cup (2005) y Copa Libertadores (2007). |               |               |     |    |    |   |   |    |     |    |

## Palmarés

### Campeonatos nacionales
| Título             | Club   | País   | Año  |
| ------------------ | ------ | ------ | ---- |
| Liga de Ascenso    | Necaxa | México | 2009 |
| Liga de Ascenso    | Necaxa | México | 2010 |
| Campeón de Ascenso | Necaxa | México | 2010 |
| Liga de Ascenso    | Necaxa | México | 2014 |
| Liga de Ascenso    | Necaxa | México | 2016 |
| Campeón de Ascenso | Necaxa | México | 2016 |

Otros logros
- Subcampeón con Necaxa del Torneo Clausura 2013 Liga de Ascenso.
- Subcampeón con Necaxa de la Copa México Clausura 2016.